# Філіп Мей
Філіп Джон Мей (англ. Philip John May; нар. 18 вересня 1957, Норфолк) — англійський банкір і чоловік прем'єр-міністра Великої Британії Терези Мей. Мей був президентом Оксфордського союзу у 1979 році, закінчив Лінкольн-коледж в Оксфорді зі ступенем у галузі історії.
Пара познайомилася під час навчання в Оксфордському університеті; вони були представлені Беназір Бхутто під час студентської дискотеки Консервативної партії. Пізніше їх об'єднала любов до крикету, одружились 6 вересня 1980 року. Дітей не мають.
Мей працював у фінансовій групі Capital International протягом більше десяти років; він раніше був менеджером фонду у de Zoete & Bevan і Prudential Portfolio Managers.